# Eiphosoma nigrovittatum
Eiphosoma nigrovittatum är en stekelart som beskrevs av Cresson 1865. Eiphosoma nigrovittatum ingår i släktet Eiphosoma och familjen brokparasitsteklar. Inga underarter finns listade i Catalogue of Life.